# Арекіпа (регіон)
Арекіпа (ісп. Arequipa, повна назва Región Arequipa; кеч. Ariqipa, Ariqipa suyu) — регіон, розташований у південній частині Перу. Межує з регіонами Іка (на північному заході, далі за годинниковою стрілкою), Аякучо, Апурімак, Куско, Пуно і Мокеґуа, на південному заході омивається Тихим океаном. Столиця регіону — Арекіпа, друге за розміром місто країни.

## Географія

Мінеральне озеро Салінас

Регіон Арекіпа має горбистий рельєф, що характеризується шарами вулканічної лави, що вкриває великі площі між хребтами андійського масиву Кордильєра-Оксиденталь на території регіону. В горах регіону промиті глибокі каньйони, наприклад долина Колка, каньйони річок Оконья, Сіуас і Махес, що контрастують із плато середньої висоти, такими як Ла-Хоя, та високогірними плато, такими як Аррієрос-Пампа та плато рійонів Чівай, Уамбо і Пічукоя. Над плато в цьому регіоні піднимаються вулканічні конуси, багато із вкритими снігом вершинами, такі як Ель-Місті, Чачані, Ампато, Місмі, Солімана і Коропуна.
На узбережжі невеликі пагорби та піщані дюни характерні для рельєфу пустелі Сечура, що тягнеться вздовж узбережжя. Найсформованіші дюни можна побачити в районах Махес, Сіуас і Ла-Хоя.
Більшість річок регіону належить до басейну Тихого океану, хоча кілька річок стікають до басейну Амазонки. Найбільшими річками регіону є Оконья, Яука, Камана і Кілка. Також в регіоні знаходяться витоки річки Мараньйон, що фактично є витоками Амаознки — найповноводнішої та за деякими визначеннями найдовшої річки у світі.

## Визначні пам'ятки

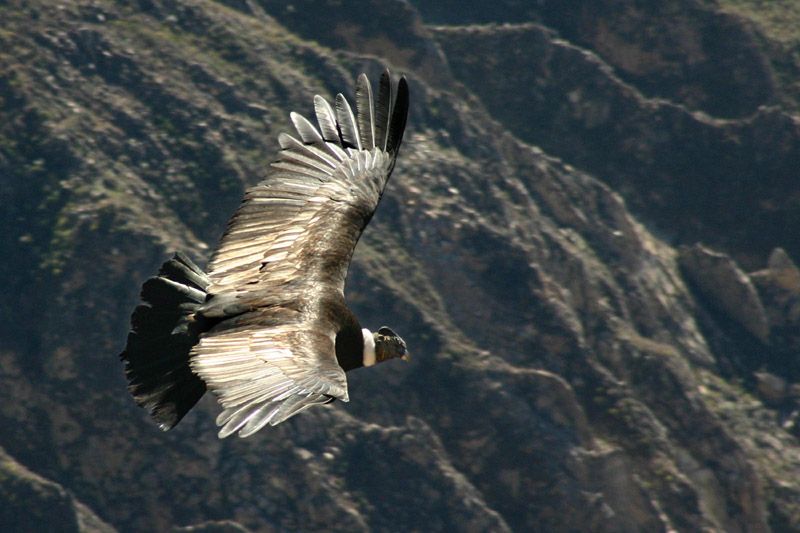
Андійський кондор над каньйоном Колка

В регіоні Арекіпа існують численні визначні пам'ятки. Три прибережні провінції, Каравелі, Камана і Іслай, мають популярні пляжі. Уздовж узбережжя розташовано багато портів, найкрупніші — Моєндо і Матарані — в провінції Іслай.
В провінції Кайома розташований каньйон Колка, а в провінції Ла-Юнінон — каньйон Котауасі, обидва вдвічі глибші за Великий Каньйон. Над каньйоном Колка можна побачити в польоті андійського кондора. Котауасі, глибиною 3535 м, часто вважається найглибшим у світі. У цих каньйонах можна побачити захоплюючі види та знайти поселення, до яких майже не дійшла сучасна цивілізація.
У провінції Кастія біля міста Коріре розташована археологічна ділянка Toro Muerto, де можна побачити понад 3000 петрогліфів. Далі на північ, біля міста Андаґуас, знаходиться Долина Вулканів, де над лавовим ландшафтом домінують майже 100 конусів різного розміру.

## Адміністративний поділ
Регіон розподіляється на 8 провінцій:

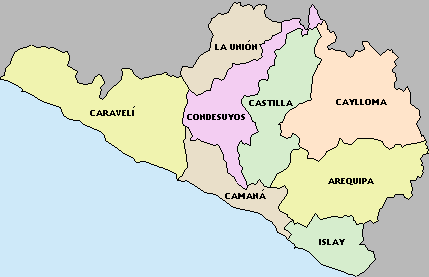
Провінції регіону Арекіпа

| № | Провінції  | Площа, км² | Населення, осіб (1993) | Населення, осіб (2007) | Населення, осіб (2017) | Центр     | К-ть дистриктів |
| - | ---------- | ---------- | ---------------------- | ---------------------- | ---------------------- | --------- | --------------- |
| 1 | Арекіпа    | 9682       | 676790                 | 864250                 | 1137087                | Арекіпа   | 29              |
| 2 | Іслай      | 3886       | 50039                  | 52264                  | 55953                  | Мольєндо  | 6               |
| 3 | Кайльйома  | 14019      | 45236                  | 73718                  | 94776                  | Чивай     | 20              |
| 4 | Камана     | 3998       | 42403                  | 53065                  | 61616                  | Камана    | 8               |
| 5 | Каравелі   | 13140      | 27484                  | 35928                  | 43243                  | Каравелі  | 13              |
| 6 | Кастілья   | 6914       | 36864                  | 38425                  | 36561                  | Аплао     | 14              |
| 7 | Кондесуйос | 6958       | 20695                  | 18991                  | 17450                  | Чукібамба | 8               |
| 8 | Ла-Уніон   | 4746       | 17295                  | 15662                  | 13747                  | Котауасі  | 11              |

## Найбільші населені пункти
Населені пункти з чисельністю населення понад 10000 осіб:
| №                                             | Населений пункт | Населення, осіб (1993) | Населення, осіб (2007) | Населення, осіб (2017) |
| --------------------------------------------- | --------------- | ---------------------- | ---------------------- | ---------------------- |
| 1                                             | Арекіпа*        | 629064                 | 805150                 | 1050849                |
| 2                                             | Ель-Педрегаль   | 7806                   | 20063                  | 48317                  |
| 3                                             | Мольєндо        | 23403                  | 22789                  | 26517                  |
| 4                                             | Камана          | 13284                  | 14642                  | 13566                  |
| 5                                             | Керро-Верде*    | -                      | -                      | 12099                  |
| Примітка: * — конгломерація населених пунктів |                 |                        |                        |                        |